# Кирсановский уезд
Кирса́новский уе́зд — административная единица в Тамбовской губернии Российской империи и РСФСР, существовавшая в 1779—1928 годах. Уездный город — Кирсанов. 

## География
Уезд был расположен на востоке Тамбовской губернии, граничил с Пензенской и Саратовской губерниями. По площади уезд занимал территорию в 6033,6 вёрст² . Земли — в основном чернозёмные, с несколькими несудоходными реками (крупнейшая — р. Ворона, приток Хопра). Местность в основном равнинная с оврагами. Из деревьев преобладают дуб, сосна вперемежку с берёзой. С прохождением через Кирсанов в 1875 году железной дороги транспортные условия для перевозки продовольствия заметно улучшились. Уезд, производивший в основном зерновые продукты и скот, стал развиваться активнее.

## История
Уезд был образован в 1779 году в составе Тамбовского наместничества (с 1796 года — Тамбовской губернии), состоящего из 15 уездов указом царицы Екатерины II. В архивах за 1790 год упоминается как Кирсановская округа Тамбовского наместничества.
Еще в XI—XII веках в здешние места проникают славяне, селения которых соседствовали и уживались с мордовскими. Остались от мордвы названия сёл — Калаи́с, Вя́жля. После развала Золотой Орды в XV веке, местность южнее Кирсанова (и до Чёрного моря) долгое время называлась Диким полем. К началу XVIII века после решения проблем с набегами остатков кочевников плодородную местность начали снова активно заселять, не опасаясь новых разорений.
При Петре I на реке Вороне рубили и сплавляли лес для морского флота на Азовском море. После Петра I край надолго был оставлен правительством без должного надзора.
В 1774 году отряды восставшего народа под предводительством Емельяна Пугачёва, прошли через Кирсанов, Умёт, Репьёвку и Скачиловку. Следуя через село Инжавино на Тамбов, восставшие встретились с царскими войсками и были ими разбиты. После подавления восстания дворянство стало укреплять свою власть на местах и начало реорганизовывать территории, в том числе основывая новые наместничества в 1779 году.
В XVII—XVIII веках территория заселялась в основном крестьянами, помещиками, однодворцами, мелкопоместными дворянами из ближних (Рязанской и Московской) губерний при поддержке властей. Дворянам (в том числе Нарышкиным, князьям Оболенским, Ланским, Баратынским, князьям Гагариным) выдавались новые поместья в уезде.

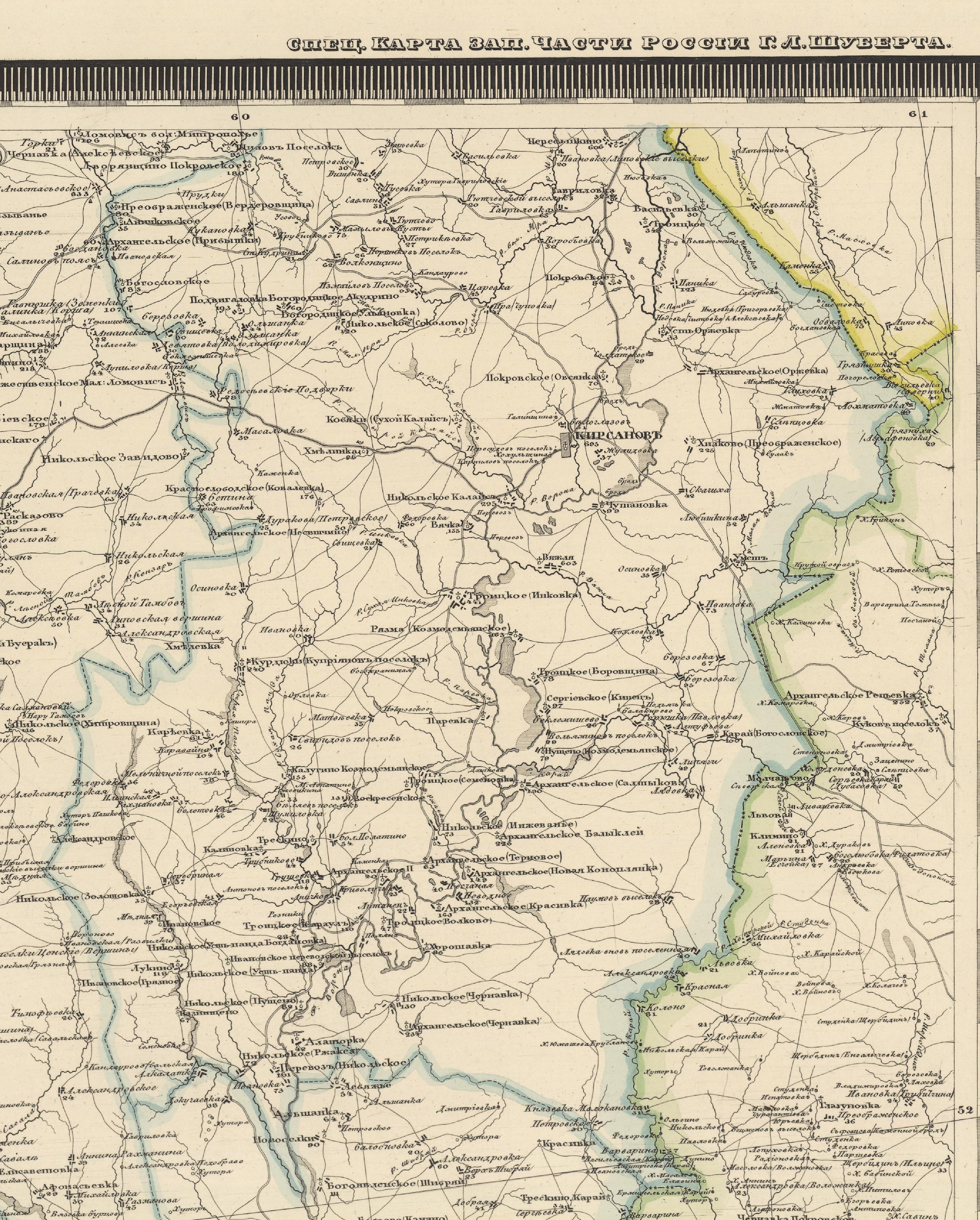
Кирсановский уезд на 1840г.(Изд.1853,Г.Л.Шуберт)

На конец XIX века уезд состоял из 34 волостей.
По статистическим данным по Кирсановскому уезду в 1891 году значилось крупных владений 836, из них 339 дворянских, 50 купеческих и 70 мещанских.
Земельные угодья распределялись следующим образом:
- Помещичьи — 319607 десятин[4] (51,8 %)
- Крестьянские — 238123 десятин (46,7 %)
- Государственные — 4334 десятин (0,7 %)
- Церковные — 4037 десятин (0,7 %)
- Земли под гор. Кирсановом — 382 десятин (0,1 %)

Всего — 566483 десятин (100 %).
Во время революции 1905—1907 годов крестьянское движение на Тамбовщине началось в январе 1905 года. Первыми выступили крестьяне Тамбовского и Кирсановского уездов. В Кирсановском уезде крестьяне разгромили имения Шульгина и Шиловской, сожгли имения Шаховских и Позоровского и т. д. Хотя восстание крестьян в Кирсановском уезде и было сильным, оно, несмотря на старания большевиков, не получило достаточной организованности. К концу 1907 года оно было подавлено во многих уездах Тамбовской губернии.
В 1928 году уезд был упразднён, а большая часть его территории вошла в состав Кирсановского района Тамбовского округа Центрально-Чернозёмной области. С сентября 1937 года район вошёл в восстановленную Тамбовскую область.

## Население
По имеющимся архивным данным, в 1870 году в Кирсановском уезде проживало 145 тысяч человек. В 1894 году население уезда насчитывало 285 666 человек. По переписи 1897 года в уезде было 263 102 жителей (128 729 мужчин и 134 373 женщины (51%)). В городе Кирсанове — 9331 человек.
К 1913 году в городе Кирсанове насчитывалось 11 185 жителей. По итогам всесоюзной переписи населения 1926 года население уезда составило 317 990 человек, из них женщин 52,5%, а  городское население  — 26 027 человек.

## Населённые пункты
В 1893 году в состав уезда входило 469 населённых пунктов, наибольшие из них:
- город Кирсанов — 7559 чел.;
- Паревка — 5173 чел.;
- Иноковка (1 и 2я) — 9006 чел.;
- Пересыпкино — 8579 чел.;
- Рудовка — 6845 чел.;
- Балыклей — 3044 чел.;
- Ржакса — 2618 чел.;
- Хмелинка — 2530 чел.;
- Скачиха — 2522 чел.;
- Чернавка — 2983 чел.;
- Калачинско-Горская Слобода — 6330 чел.

## Административное деление
В 1890 году в состав уезда входило 34 волости:
| № п/п | Волость               | Волостное правление            | Число селений | Население |
| ----- | --------------------- | ------------------------------ | ------------- | --------- |
| 1     | Арбеньевская          | с. Арбеньевка                  | 17            | 4140      |
| 2     | Балыклейская          | с. Балыклей                    | 3             | 4336      |
| 3     | Богдановская          | с. Богданово                   | 13            | 3549      |
| 4     | Богородицкая          | с. Подвигаловка (Богородицкое) | 18            | 7953      |
| 5     | Богословская          | с. Богословка                  | 5             | 3242      |
| 6     | Булыгинская           | с. Булыгино (Печурки)          | 14            | 4596      |
| 7     | Васильевская          | с. Васильевка                  | 18            | 4904      |
| 8     | Вяжлинская            | с. Вяжля                       | 18            | 11438     |
| 9     | Вячкинская            | с. Вячка (Козьмодемьянское)    | 6             | 5104      |
| 10    | Глуховская            | с. Глуховка                    | 11            | 5071      |
| 11    | Градско-Уметская      | с. Градский Умёт               | 15            | 6085      |
| 12    | Золотовская           | с. Золотовка                   | 22            | 8932      |
| 13    | Инжавинская           | с. Инжавино (Никольское)       | 28            | 7806      |
| 14    | Иноковская            | с. Иноковка                    | 4             | 12195     |
| 15    | Ирская                | с. Ира (Покровское)            | 8             | 2192      |
| 16    | Калугинская           | с. Калугино (Козьмодемьянское) | 11            | 5423      |
| 17    | Карай-Салтыковская    | с. Карай-Салтыково             | 8             | 6058      |
| 18    | Кобяковская           | с. Кобяки (Сухой Калаис)       | 2             | 2272      |
| 19    | Кордюковская          | с. Кордюки (Ново-Никольское)   | 12            | 7466      |
| 20    | Красивская            | с. Красивка (Архангельское)    | 14            | 5317      |
| 21    | Куровщинская          | с. Куровщина (Сергеевское)     | 17            | 8299      |
| 22    | Нащекинская           | с. Нащёкино                    | 16            | 4709      |
| 23    | Никольская            | с. Никольское (Завидово)       | 27            | 3459      |
| 24    | Оржевская             | с. Оржевка (Архангельское)     | 14            | 6079      |
| 25    | Осино-Гаевская        | с. Осиновые Гаи                | 18            | 13452     |
| 26    | Паревская             | с. Паревка                     | 1             | 4643      |
| 27    | Пересыпкинская        | с. Пересыпкино                 | 7             | 13858     |
| 28    | Пригородно-Слободская | с. Пригородное Слободское      | 3             | 10591     |
| 29    | Ржаксинская           | с. Ржакса (Никольское)         | 6             | 5336      |
| 30    | Соколовская           | с. Соколово (Никольское)       | 8             | 3811      |
| 31    | Софьинская            | с. Софьино (Умет)              | 12            | 8306      |
| 32    | Трескинская           | с. Трескино                    | 30            | 6404      |
| 33    | Царевская             | с. Царёвка (Богословка)        | 16            | 6385      |
| 34    | Чернавская            | с. Чернавка (Архангельское)    | 23            | 4183      |